# Huércal de Almería
Huércal de Almería é um município da Espanha
na província de Almería, comunidade autônoma da Andaluzia, de área 21 km² com população de 14937 habitantes (2009) e densidade populacional de 711,29 hab/km².
Esta cidade estende-se por toda a região de Bajo Andarax, convertida, após a sua independência da capital, num importante centro industrial da região, trazendo melhoria em seus serviços e instalações municipais.

## Demografia
| Variação demográfica do município entre 1996 e 2008 | Variação demográfica do município entre 1996 e 2008 | Variação demográfica do município entre 1996 e 2008 | Variação demográfica do município entre 1996 e 2008 |
| --------------------------------------------------- | --------------------------------------------------- | --------------------------------------------------- | --------------------------------------------------- |
| 1996                                                | 2001                                                | 2004                                                | 2008                                                |
| 5366                                                | 7568                                                | 10242                                               | 13990                                               |

## História
Situada no ponto de passagem para Almería pela Torre Cárdenas, sua origem está relacionada com a cidade de Almería. Remonta a época visigótica, limitada pelo mar e pelos rios circundantes. Em 1501, por decreto, os Reis Católicos a nomearam como Arrebal de Almería e em 1752 surge no Cadastro de Ensenada com a denominação de Huércal de Almería. Com a conquista dos Reis Católicos, esta área perdeu população e com a Rebelião das Alpujarras (1568-1570), ficou praticamente despovoada. O repovoamento ocorreu a partir de 1571. Nos séculos posteriores, a população cresceu muito lentamente e a partir do século XVIII quando começou um crescimento significativo intensificado em meados do século XX, com a instalação das indústrias da capital Almería, trazendo um desenvolvimento sem precedentes. Tornou-se um dos municípios com maior renda per capita de Almería sem ter agricultura intensiva. Esta, é a segunda cidade da Via Mozárabe, que se une a Via de la Plata, um dos El Camino de Santiago para Santiago de Compostela.